# U-451
U-451 – niemiecki okręt podwodny (U-Boot) typu VII C z okresu II wojny światowej. Okręt wszedł do służby w 1941 roku. Jedynym dowódcą był Korvkpt. Eberhard Hoffmann.

## Historia
Wcielony do 3. Flotylli U-Bootów celem szkolenia załogi, od lipca 1941 roku tamże jako jednostka bojowa.
Okręt odbył cztery patrole bojowe na wodach arktycznych i północnym Atlantyku; podczas pierwszego z nich zatopił radziecki patrolowiec „Żemczug” („Жемчуг”, 550 t wyporności).
U-451 został zatopiony 21 grudnia 1941 roku na północny zachód od Tangeru podczas próby pokonania Cieśniny Gibraltarskiej, trafiony bombami głębinowymi samolotu Fairey Swordfish z 812. Dywizjonu FAA. Zginęło 44 członków załogi U-Boota, ocalał tylko jeden rozbitek. Był to pierwszy niemiecki okręt podwodny zatopiony podczas akcji nocnej.